# HD 63454
HD 63454 (Ceibo) – gwiazda typu pomarańczowy karzeł, położona w gwiazdozbiorze Kameleona. Jest nieco chłodniejsza od Słońca, które jest żółtym karłem. Można ją dostrzec już przy pomocy małego teleskopu. 
W 2005 roku odkryto planetę HD 63454 b (Ibirapitá) krążącą wokół tej gwiazdy.

## Nazwa
Gwiazda ma nazwę własną Ceibo, pochodzącą od drzewa erytryny grzebieniastej, której kwiaty są jednym z symboli Urugwaju. Nazwa została wyłoniona w konkursie zorganizowanym w 2019 roku przez Międzynarodową Unię Astronomiczną w ramach stulecia istnienia organizacji. Uczestnicy z Urugwaju mogli wybrać nazwę dla tej planety. Spośród nadesłanych propozycji zwyciężyła nazwa Ceibo dla gwiazdy i Ibirapitá dla planety.